# Kirchenkreis Marburg
Der Kirchenkreis Marburg ist ein Kirchenkreis der Evangelischen Kirche von Kurhessen-Waldeck im Sprengel Marburg. In den 27 Gemeinden des Kirchenkreises leben rund 48.000 evangelische Christen. Leiter des Kirchenkreises ist Dekan Burkhard zur Nieden. Vertreter des Dekans ist Pfarrer Ulrich Biskamp. Präses der Synode ist Nadine Bernshausen. Sitz des Kirchenkreises ist Marburg. Die Verwaltung übernimmt das Kirchenkreisamt Kirchhain-Marburg. Gemeinsam mit dem kurhessischen Kirchenkreis Kirchhain und dem hessen-nassauischen Dekanat Biedenkopf-Gladenbach betreibt der Kirchenkreis das Diakonische Werk Marburg-Biedenkopf.

## Gemeinden
Der Kirchenkreis erstreckt sich über die politischen Gemeinden Marburg an der Lahn, Ebsdorfergrund, Fronhausen, Lohra und Weimar (alle Marburg-Biedenkopf) sowie Allendorf (Landkreis Gießen). Zum 1. Januar 2012 wurde er durch Zusammenlegung des südlichen Teils des Kirchenkreises Marburg-Land mit dem Stadtkirchenkreis Marburg neu gebildet und besteht nun aus folgenden Kirchengemeinden:
| Kirchengemeinde            | Kooperationsraum | Kirchengebäude | Pfarramt                          | Zugehörige Orte                                                                    |
| -------------------------- | ---------------- | --- | --------------------------------- | ---------------------------------------------------------------------------------- |
| Altenvers                  | Süd              | Evangelische Kirche Altenvers, Evangelische Kirche Rollshausen, Evangelische Kirche Seelbach                                                                                                   | Lohra II: Altenvers               | Altenvers, Reimershausen, Rollshausen, Seelbach                                    |
| Cappel                     | Ebsdorfergrund+  | St. Martin Cappel, Evangelische Kirche Bortshausen, Evangelische Kirche Beltershausen, Evangelische Kirche Ronhausen                                                                           | Cappel, Beltershausen             | Cappel, Beltershausen, Bortshausen, Ronhausen                                      |
| Dreihausen-Heskem          | Ebsdorfergrund+  | Evangelische Kirche Dreihausen, Evangelische Kirche Heskem, Evangelische Kirche Roßberg, Evangelische Kirche Wermertshausen                                                                    | Dreihausen                        | Dreihausen, Heskem, Roßberg, Wermertshausen                                        |
| Ebsdorf                    | Ebsdorfergrund+  | Evangelische Kirche Ebsdorf, Evangelische Kirche Hachborn, Evangelische Kirche Leidenhofen | Ebsdorf                           | Ebsdorf, Hachborn, Ilschhausen, Leidenhofen                                        |
| Elisabethkirche            | Mitte            | Elisabethkirche, Michaelskapelle | Elisabethkirche (I, II, III)      | Marburg: Campusviertel, Grassenberg, Nordviertel, Ortenberg, Waldtal               |
| Elnhausen-Dagobertshausen  | Nord             | Evangelische Kirche Elnhausen | Elnhausen                         | Elnhausen, Dagobertshausen                                                         |
| Fronhausen                 | Süd              | Evangelische Kirche Fronhausen | Unteres Lahntal II: Fronhausen    | Fronhausen                                                                         |
| Hassenhausen               | Süd              | Evangelische Kirche Bellnhausen, Evangelische Kirche Hassenhausen, Evangelische Kirche Roth, Evangelische Kirche Sichertshausen, Evangelische Kirche Wenkbach, Evangelische Kirche Wolfshausen | Unteres Lahntal III: Hassenhausen | Bellnhausen, Hassenhausen, Roth, Sichertshausen, Wenkbach, Wolfshausen             |
| Kirchvers                  | Süd              | Evangelische Kirche Kirchvers | Lohra III: Kirchvers              | Kirchvers, Rodenhausen, Weipoltshausen                                             |
| Lohra                      | Süd              | Evangelische Kirche Lohra, Evangelische Kirche Damm, Evangelische Kirche Willershausen | Lohra I: Lohra                    | Lohra, Damm, Nanz-Willershausen                                                    |
| Lutherische Pfarrkirche    | Mitte            | Lutherische Pfarrkirche | Lutherische Pfarrkirche           | Marburg: Oberstadt, Rotenberg, Südviertel                                          |
| Lukas- und Pauluskirche    | Mitte            | Lukaskirche, Pauluskirche | Lukas- und Pauluskirche           | Marburg: Hansenhaus, Südbahnhof                                                    |
| Markuskirche               | Mitte            | Markuskirche | Markuskirche                      | Marbach                                                                            |
| Martinskirche Wehrda       | Nord             | Martinskirche Wehrda | Martinskirche                     | Wehrda                                                                             |
| Matthäuskirche             | Mitte            | Matthäuskirche | Matthäuskirche (I+II)             | Ockershausen, Stadtwald                                                            |
| Michelbach                 | Nord             | Martinskirche Michelbach | Michelbach                        | Michelbach                                                                         |
| Niederwalgern-Oberwalgern  | Süd              | Evangelische Kirche Niederwalgern, Evangelische Kirche Oberwalgern | Unteres Lahntal I: Niederwalgern  | Holzhausen, Niederwalgern, Oberwalgern, Stedebach                                  |
| Niederweimar               | Süd              | Evangelische Kirche Niederweimar | Niederweimar                      | Gisselberg, Niederweimar                                                           |
| Oberweimar                 | Süd              | Evangelische Kirche Kehna, Evangelische Kirche Oberweimar, Evangelische Kirche Hermershausen, Evangelische Kirche Cyriaxweimar, Evangelische Kirche Haddamshausen, Evangelische Kirche Allna   | Oberweimar                        | Allna, Cyriaxweimar, Haddamshausen, Hermershausen, Kehna, Oberweimar, Weiershausen |
| Richtsberg                 | Mitte            | Emmauskirche, Thomaskirche | Richtsberg (I+II)                 | Richtsberg                                                                         |
| Rauischholzhausen          | Ebsdorfergrund+  | Evangelische Kirche Rauischholzhausen | Rauischholzhausen                 | Mardorf, Rauischholzhausen, Roßdorf                                                |
| Trinitatiskirche Wehrda    | Nord             | Trinitatiskirche Wehrda | Trinitatiskirche                  | Wehrda                                                                             |
| Universitätskirche         | Mitte            | Universitätskirche, St. Jost | Universitätskirche (I+II)         | Marburg: Oberstadt, Ortenberg, Südviertel, Weidenhausen                            |
| Wehrshausen                | Nord             | Evangelische Kirche Wehrshausen | Elnhausen                         | Wehrshausen                                                                        |
| Weitershausen-Dilschhausen | Nord             | Evangelische Kirche Dilschhausen, Evangelische Kirche Weitershausen | Weitershausen                     | Dilschhausen, Nesselbrunn, Weitershausen                                           |
| Winnen                     | Ebsdorfergrund+  | Evangelische Kirche Winnen | Winnen                            | Winnen, Nordeck                                                                    |
| Wittelsberg-Moischt        | Ebsdorfergrund+  | Evangelische Kirche Moischt, Evangelische Kirche Wittelsberg | Wittelsberg                       | Moischt, Schröck, Wittelsberg                                                      |

Er grenzt im Norden und Osten an den Kirchenkreis Kirchhain (EKKW), im Westen an das Dekanat Biedenkopf-Gladenbach sowie im Süden an die Dekanate Gießen und Gießener Land (alle drei EKHN).

## Kirchenmusik
In der Stadt Marburg bestehen mehrere evangelische Kantoreien, wie die kurhessische Kantorei oder die Kantorei der Elisabethkirche. Außerdem gibt es im Kirchenkreis zahlreiche Posaunenchöre. Die beiden Bezirkskantoren für den Kirchenkreis Marburg sind Christiane Kessler und Nils Kuppe. Der Landeskirchenmusikdirektor der Evangelischen Kirche von Kurhessen-Waldeck hat seinen Sitz in Marburg.